# 祖国猎鹰

祖国猎鹰徽章

祖国猎鹰（羅馬尼亞語：Şoimii Patriei）是罗马尼亚社会主义共和国历史上的一个儿童组织。该组织成立于1976年12月10日。该组织模仿苏联的“小十月党人”组织的模式运作，面向7—9岁的儿童。该组织在先锋组织的指导下开展活动。1989年底，罗马尼亚共产党政府垮台，该组织随之瓦解。